# Bataille d'Antietam
Guerre de Sécession
Batailles
Campagne du Maryland
- Mile Hill
- Harpers Ferry
- South Mountain
- Antietam
- Shepherdstown
- Chambersburg
- Unison

La bataille d’Antietam (également connue dans l’historiographie sudiste comme la bataille de Sharpsburg) est le premier grand affrontement armé de la guerre de Sécession à se produire sur le territoire de l’Union.
Après plusieurs victoires en Virginie (vallée de Shenandoah, Péninsule, 2nde Bull Run), l'armée de Virginie du Nord de Robert E. Lee envahit l'État du Maryland dans le Nord. Après quelques batailles, les deux armées se rencontrent durant la journée du 17 septembre 1862, aux alentours de Sharpsburg et de l’Antietam Creek, dans le comté de Washington (État du Maryland) aux États-Unis. L'armée du Potomac, commandée par le major-général George B. McClellan, finit par l'emporter puisque l'armée confédérée bat en retraite. Cependant, ce dernier n'engagea pas de poursuite ce qui conduisit par la suite à son limogeage.
Cette bataille de la campagne du Maryland reste à ce jour la plus sanglante de l’histoire des États-Unis (à se dérouler en une journée) avec près de 23 000 morts, blessés, prisonniers ou disparus.

## Contexte
L'armée confédérée dite armée de Virginie du Nord, forte de 40 000 hommes avec une artillerie relativement ancienne, commandée par le général Robert E. Lee, envahit le Maryland en deux colonnes. La première, sous ses ordres, avance en occupant les lieux stratégiques comme les cols de Blue Ridge tandis que la seconde, sous le commandement de Stonewall Jackson, attaque et prend Harpers Ferry et sa garnison. Bien qu'ayant 10 000 hommes pour la défendre, la ville est facilement conquise. Jackson place une division sous les ordres d'Ambrose P. Hill pour rassembler les prisonniers et fait marcher le reste pour rejoindre son chef.

Deux soldats de l'Union découvrent, par hasard, les plans de bataille sudistes dans une boîte de cigares abandonnée dans une prairie, apprenant ainsi à l'état-major nordiste que la Confédération a divisé ses forces. George McClellan exulte :
« Si avec ce papier, je n'arrive pas à corriger Bobby Lee, je serais prêt à rentrer à la maison. »
Cependant, ce dernier ne prend aucune initiative pendant les 18 heures qui suivent et laisse ainsi passer sa chance d'affronter une armée confédérée divisée.

## Forces en présence

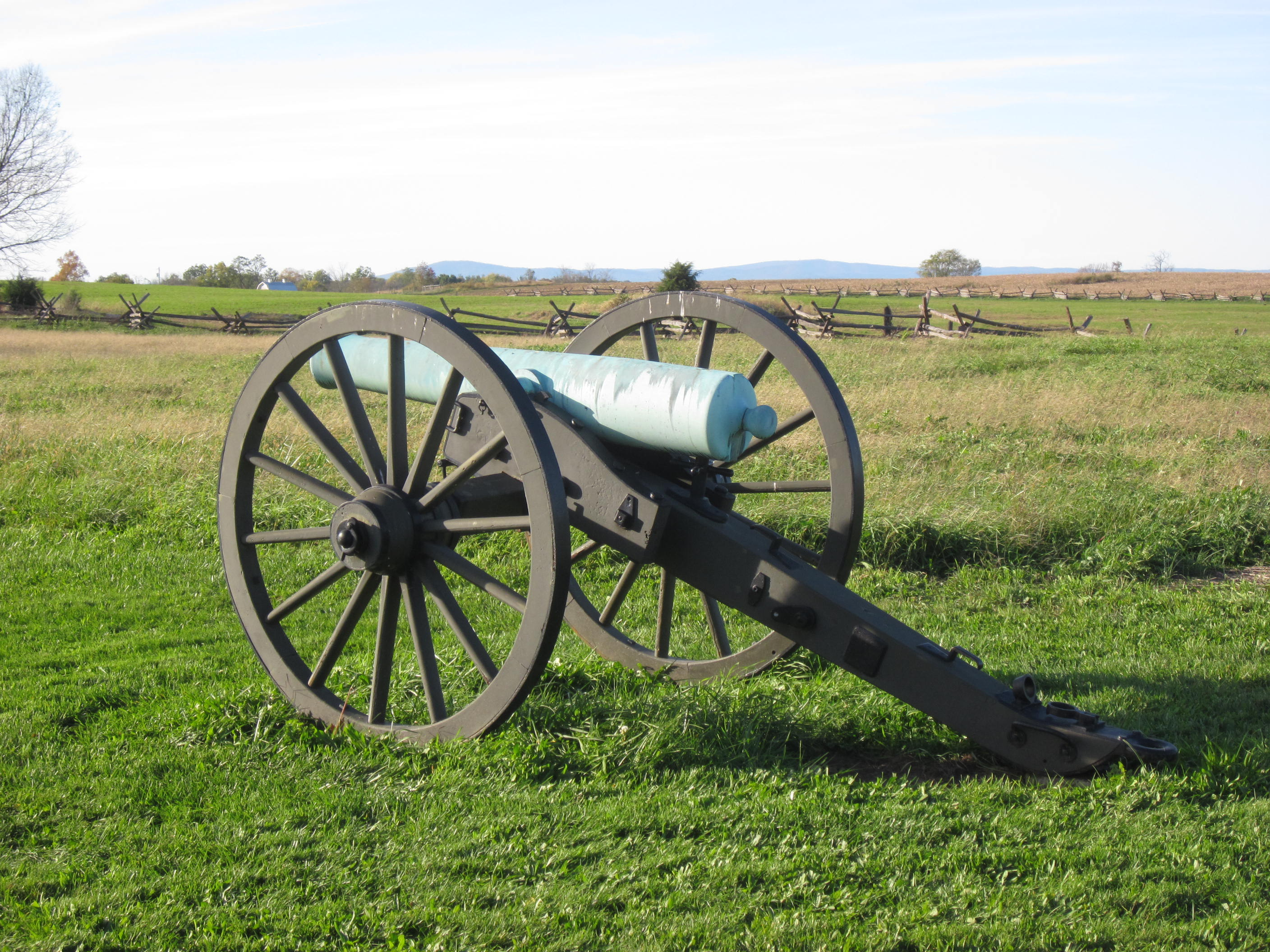
Type des canons utilisés par les deux camps.

Forces de l'Union

L'armée du Potomac, commandée par le major général George B. McClellan est composée de 7 corps d'infanterie, groupant 54 brigades, 47 batteries d'artillerie et 5 brigades de cavalerie, avec 4 batteries d'artillerie montée.
- Ier corps de Joseph Hooker puis George G. Meade
- IIe corps d'Edwin V. Sumner
- IVe corps (1re division de Darius N. Couch)
- Ve corps de Fitz John Porter
- VIe corps de William B. Franklin
- IXe corps d'Ambrose E. Burnside puis Jesse L. Reno (†) puis Jacob D. Cox
- XIIe corps de Joseph K.F. Mansfied (†) puis Alpheus S. Williams

 Forces de la Confédération

L'armée de Virginie du Nord commandée par le général Robert E. Lee composée de 44 brigades d'infanterie groupées en deux ailes, gauche et droite, 52 batteries d'artillerie et 3 brigades de cavalerie avec 3 batteries d'artillerie montée.
- Corps d'armée de James Longstreet
- Corps d'armée de Thomas J. Jackson

## Bataille

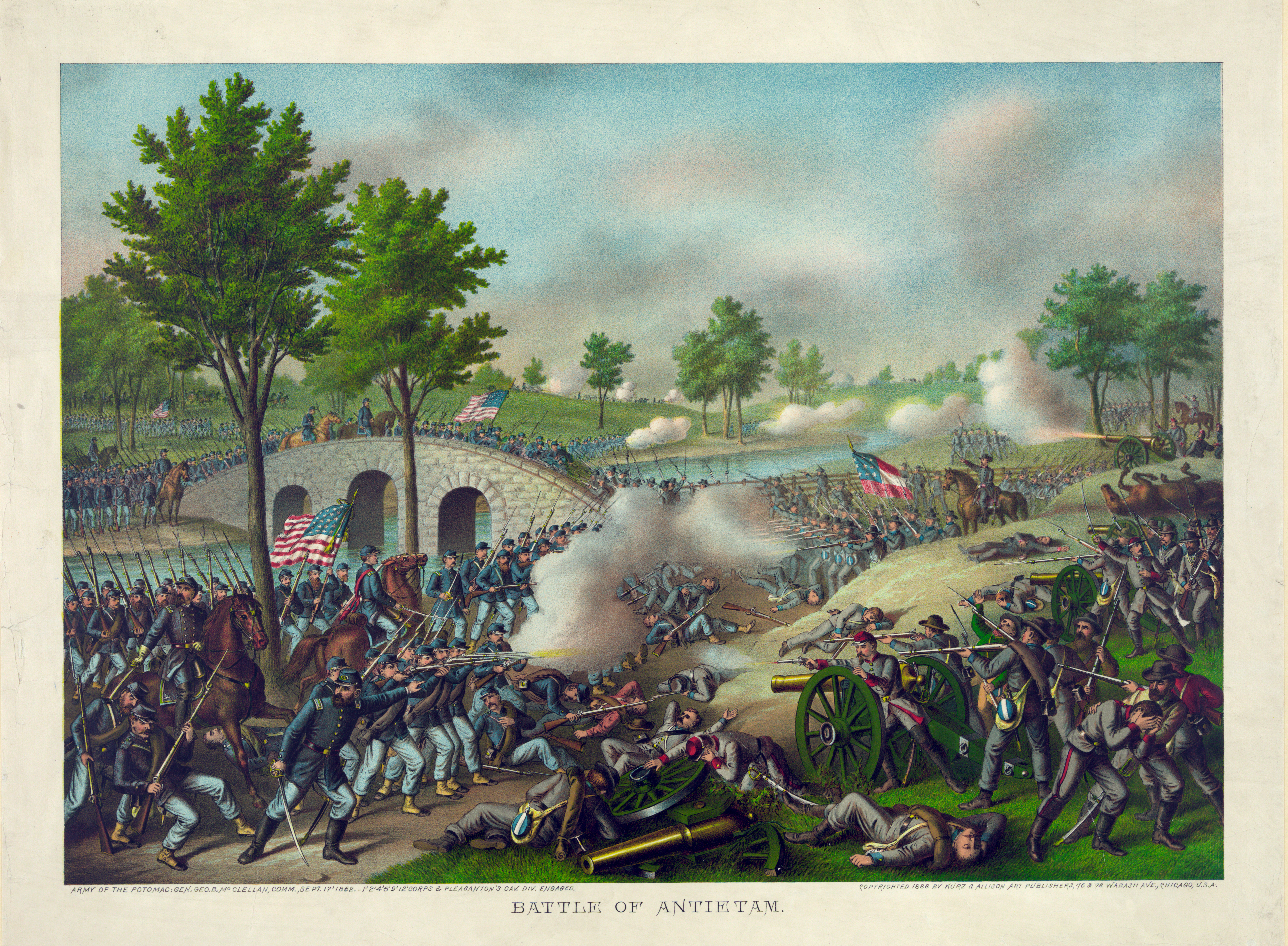
Bataille d'Antietam par Kurz et Allison.

Lee déploie son armée, 50 000 hommes, au nord et à l'est de Sharpsburg. Son flanc droit (à l'est) est ancré sur la rivière Antietam, tandis que sa gauche (au nord), perpendiculaire au ruisseau, défend les approches au Nord de la ville dont la route de Hagerstown. McClellan a 87 000 soldats à sa disposition ; il estime que son adversaire dispose de plus de 110 000 combattants,. Il arrive en face le 15. Le lendemain Jackson rejoint Lee.

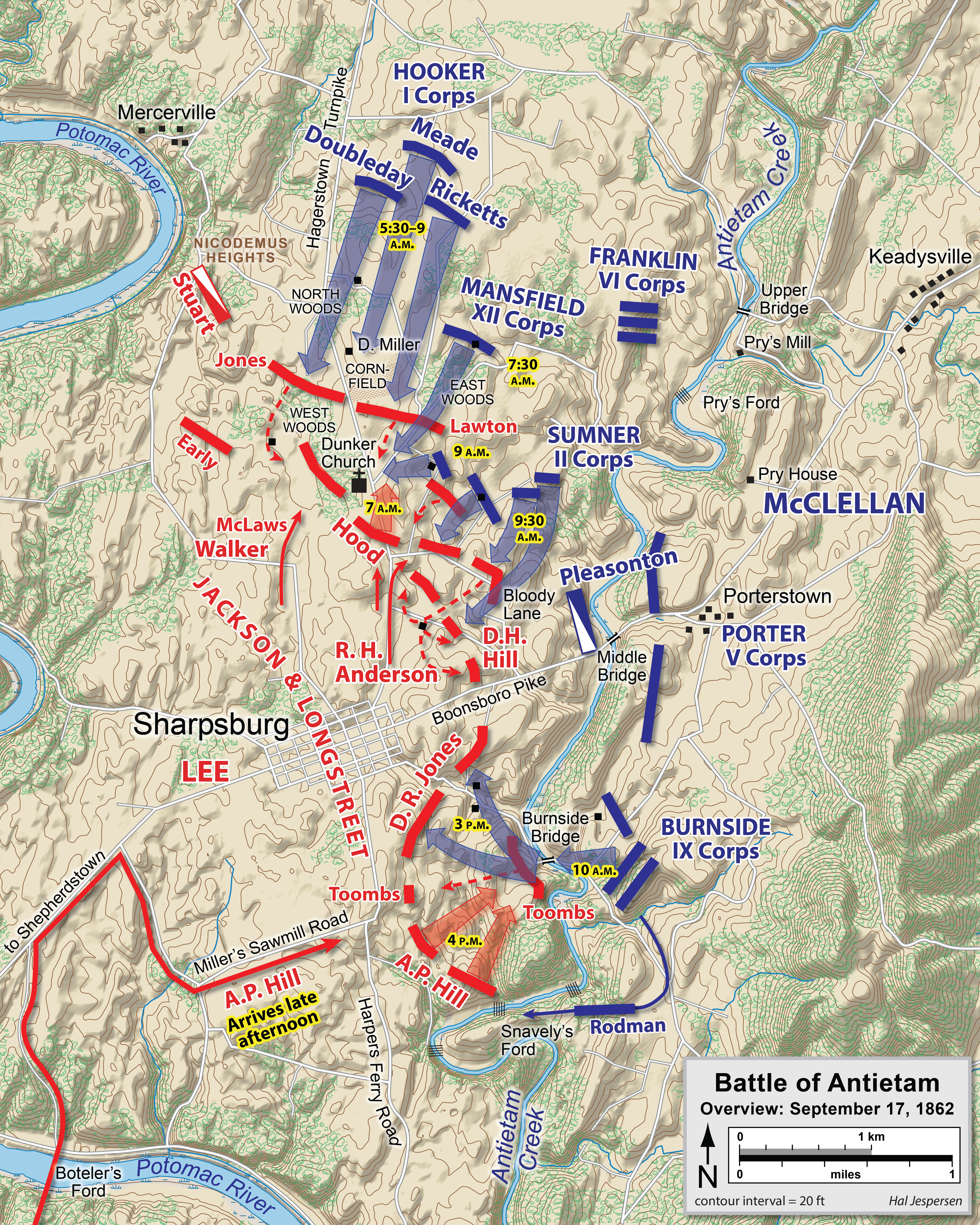
Vue générale des actions

À l'aube, sur l'aile droite de l'Union, l'artillerie du major général Joseph Hooker ouvre le feu sur les confédérés de Jackson. Ces derniers attaquent mais sont repoussés par le Corps du major général Joseph Mansfield. Les combats ont notamment lieu dans un champ de maïs et des bosquets. Les hommes de l'Union enfoncent à chaque fois les lignes sudistes mais finissent toujours repoussés par les troupes du Sud.
Au centre, les hommes du major général Edwin Sumner subissent des pertes élevées, en particulier les Irlandais, en attaquant les confédérés du major général Daniel H. Hill retranchés dans une route encaissée.
Sur l'aile gauche, au sud est de la ville, les troupes du major général Ambrose Burnside, 10 000 hommes, sont décimées par les 500 franc-tireurs de la Géorgie de la brigade de Toombs au passage du pont qu'ils franchissent à 13 heures, après avoir avancé lentement pendant toute la matinée. À la fin de l'après-midi, elles menacent de prendre Sharpsburg et les forces de Lee à revers. C'est à ce moment que la division légère d'A. P. Hill les prend de flanc, arrêtant leur progression puis les repoussant de l'autre côté du ruisseau. Si les troupes de Burnside avaient avancé plus rapidement, elles n'auraient pas été bloquées par celles de Hill, ce qui aurait donné la victoire à L'Union.
Plus de trois mille six cents hommes meurent sur le champ de bataille ; les unionistes eurent 12 410 soldats mis hors de combat, tandis que les confédérés subissent 10 700 pertes,.
En dépit de la supériorité numérique de l'armée de l'Union, le général en chef George McClellan fait preuve une fois de plus de son tempérament temporisateur en n'engageant pas le gros de ses troupes dans la bataille, ce qui permet à Robert Lee de réaliser une retraite en bon ordre et de ramener en territoire confédéré son armée durement éprouvée par la bataille (proportionnellement, les pertes sudistes ont été beaucoup plus élevées).

## Bilan humain détaillé
Avec un total de 3 654 morts, la bataille d'Antietam fait du 17 septembre 1862 le jour le plus meurtrier de l'histoire des États-Unis, devant Pearl Harbor le 7 décembre 1941 (2 400 morts), le D-Day le 6 juin 1944 (2 500 morts) et même les attentats du 11 septembre 2001 (3 000 morts).
|                               | Armée du Potomac | Armée de Virginie du Nord | Total        |
| ----------------------------- | ---------------- | ------------------------- | ------------ |
| Morts au combat (†)           | 2 108 (2%)       | 1 546 (4%)                | 3 654 (3%)   |
| Blessés au combat (b)         | 9 540 (11%)      | 7 752 (20%)               | 17 292 (13%) |
| Prisonniers (PDG) ou disparus | 753 (1%)         | 1 018 (3%)                | 1771 (1%)    |
| Total                         | 12 401 (14%)     | 10 316 (27%)              | 22 717 (18%) |

## Conséquences

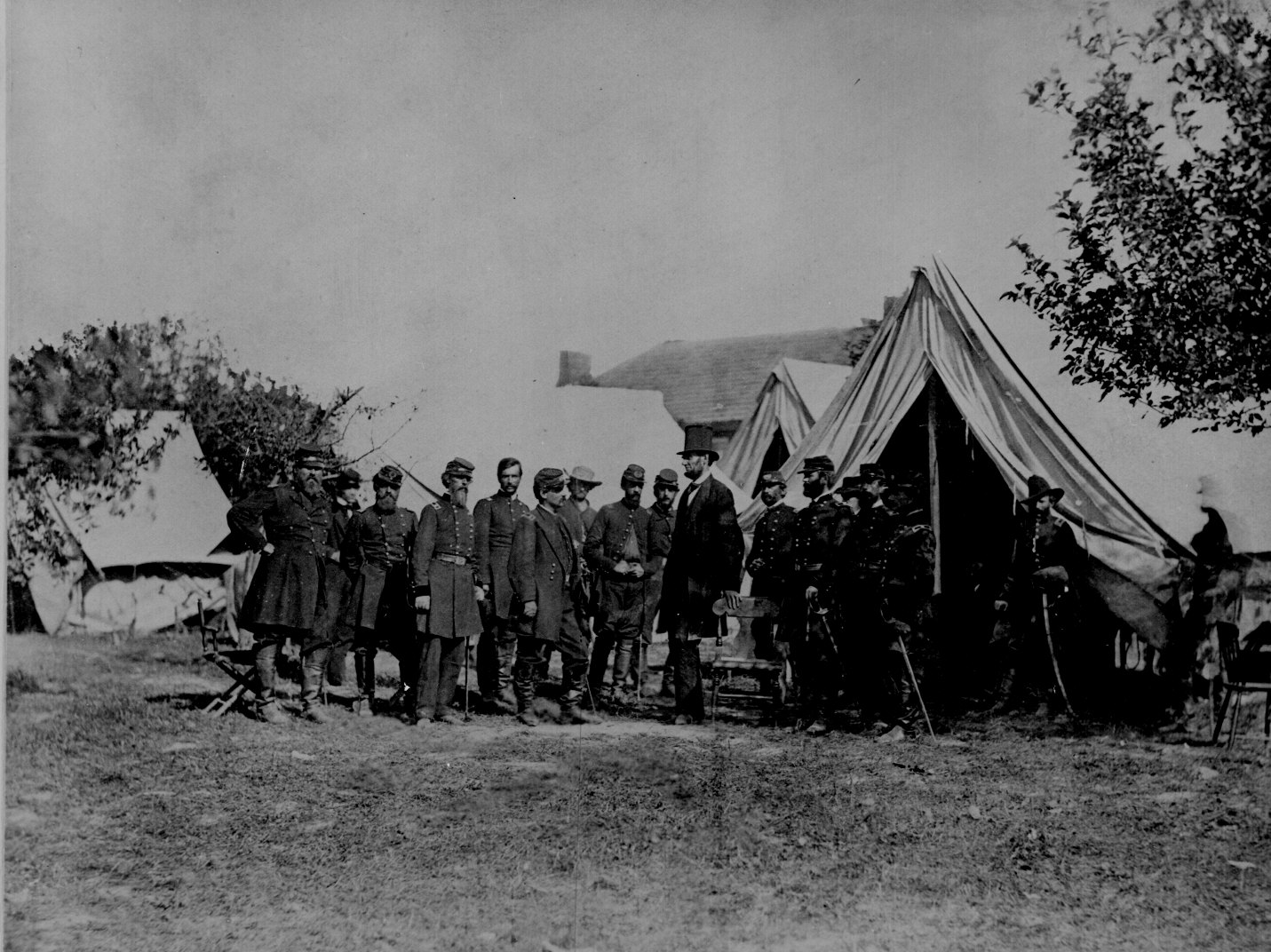
Lincoln visitant le champ de bataille d'Antietam le 3 octobre 1862. On peut voir Custer qui appartient à l'état-major de McClellan qui se trouve à l’extrême droite près de la tente. Photographie d'Alexander Gardner

Lee fait retraite en Virginie poursuivi par le nouveau général de l'armée du Potomac, Burnside. Lee inflige à ce dernier une cinglante défaite à la bataille de Fredericksburg, en décembre 1862.
Le président Lincoln annonce l'abolition de l'esclavage. Il voulait le faire plus tôt mais attendait une victoire pour ne pas paraître agir en position de faiblesse,.
Les puissances européennes sont confortées dans leur opinion que le Sud ne gagnera pas la guerre et s'abstiennent d'intervenir. Par ailleurs, la proclamation entraîne un vif soutien de la population européenne vis-à-vis de l'Union, dissuadant encore plus les gouvernements européens d'intervenir,.

## Au cinéma
- Le film Glory d'Edward Zwick s'ouvre sur la bataille d'Antietam.
- Le film Gods and Generals de Ronald F. Maxwell dans sa version longue retrace la bataille d'Antietam.
- Le 2e épisode de la série 1883 commence par un flashback sur les décombres de la bataille d'Antietam[17].